# Moelfre (kulle)
Moelfre är en kulle i Storbritannien.   Den ligger i kommunen Carmarthenshire och riksdelen Wales, i den södra delen av landet, 300 km väster om huvudstaden London. Toppen på Moelfre är 331 meter över havet, eller 137 meter över den omgivande terrängen. Bredden vid basen är 12,0 km.
Terrängen runt Moelfre är varierad. Runt Moelfre är det ganska tätbefolkat, med 72 invånare per kvadratkilometer. Närmaste större samhälle är Carmarthen, 18,3 km sydost om Moelfre. Trakten runt Moelfre består i huvudsak av gräsmarker.